# The Golden Louis
The Golden Louis è un cortometraggio muto del 1909 diretto da David W. Griffith che ne firma anche la sceneggiatura.

## Trama
Un signore che passa, lascia cadere una moneta d'oro nella scarpa di una ragazza senza dimora che sta dormendo. Un giocatore, convinto di avere una combinazione vincente, prende il denaro che va a puntare al gioco, vincendo una fortuna. Quando però torna per restituire il denaro alla ragazza, non riesce più a trovarla.

## Produzione
Il film fu prodotto dall'American Mutoscope & Biograph. Venne girato a Bleecker Street a Manhattan.

## Distribuzione
Il copyright del film, richiesto dall'American Mutoscope and Biograph Co., fu registrato il 17 febbraio 1909 con il numero H123059.
Distribuito dall'American Mutoscope & Biograph, il film uscì il 22 febbraio 1909. Nelle proiezioni, veniva programmato con il sistema dello split reel, accorpato in un'unica bobina con un altro cortometraggio prodotto dalla Biograph, diretto da Griffith, The Politician's Love Story.
Copia della pellicola (un positivo in 35 mm) è conservata negli archivi della Library of Congress.
Il film è distribuito in video dalla Grapevine Video.